# اچ‌دی ۱۰۷۹۱۴
اچ‌دی ۱۰۷۹۱۴ یک ستاره است که در صورت فلکی قنطورس قرار دارد.